# Latonpää
Latonpää är en udde i Finland.   Den ligger i den ekonomiska regionen  Åbo ekonomiska region  och landskapet Egentliga Finland, i den sydvästra delen av landet, 170 km väster om huvudstaden Helsingfors. Latonpää ligger på ön Luonnonmaa.
Terrängen inåt land är mycket platt. Havet är nära Latonpää norrut. Runt Latonpää är det ganska tätbefolkat, med 56 invånare per kvadratkilometer. Närmaste större samhälle är Åbo, 18,5 km öster om Latonpää. 